# 郝琼
郝琼（?—?），五代十国时后唐大臣。
长兴四年（933年）十二月十八，李从厚以前相州刺史郝琼为右骁卫大将军，充宣徽北院使；以光禄卿、充三司副使王玫为三司使。清泰元年（934年）四月十八，李从珂以宣徽北院使郝琼为宣徽南院使，权判枢密院；以前三司使王玫为宣徽北院使。五月廿四，以宣徽南院使、右骁卫大将军郝琼为左骁卫上将军，职如故。清泰二年（935年）十一月庚子，以左骁卫上将军郝琼为左金吾上将军，以光禄卿王玫为太子宾客。